# Clonaria fritzschei
Clonaria fritzschei är en insektsart som först beskrevs av Oliver Zompro 2000.  Clonaria fritzschei ingår i släktet Clonaria och familjen Diapheromeridae. Inga underarter finns listade i Catalogue of Life.